# Eiskunstlauf-Europameisterschaften 1938
Die 37. Eiskunstlauf-Europameisterschaften fanden 1938 in St. Moritz (Herren und Damen) sowie Troppau (Paare) statt.
In der Herrenkonkurrenz bedeutete der Sieg von Felix Kaspar den achtzehnten und letzten Titelgewinn für Österreich in Folge. 

## Ergebnis

### Herren
| Platz | Sportler         | Land                   |
| ----- | ---------------- | ---------------------- |
| 1     | Felix Kaspar     | Österreich             |
| 2     | Graham Sharp     | Vereinigtes Königreich |
| 3     | Herbert Alward   | Österreich             |
| 4     | Horst Faber      | Deutsches Reich        |
| 5     | Elemér Terták    | Ungarn                 |
| 6     | Freddie Tomlins  | Vereinigtes Königreich |
| 7     | Edi Rada         | Österreich             |
| 8     | Günther Lorenz   | Deutsches Reich        |
| 9     | Per Cock-Clausen | Dänemark               |

### Damen
| Platz | Sportlerin            | Land                   |
| ----- | --------------------- | ---------------------- |
| 1     | Cecilia Colledge      | Vereinigtes Königreich |
| 2     | Megan Taylor          | Vereinigtes Königreich |
| 3     | Emmy Putzinger        | Österreich             |
| 4     | Maxi Herber           | Deutsches Reich        |
| 5     | Lydia Veicht          | Deutsches Reich        |
| 6     | Angela Anderes        | Schweiz                |
| 7     | Gladys Jagger         | Vereinigtes Königreich |
| 8     | Eva Nyklová           | Tschechoslowakei       |
| 9     | Hanne Niernberger     | Österreich             |
| 10    | Daphne Walker         | Vereinigtes Königreich |
| 11    | Pamela Stephany       | Vereinigtes Königreich |
| 12    | Lissy König           | Österreich             |
| 13    | Nadine Szilassy       | Ungarn                 |
| 14    | Susi Demoll           | Deutsches Reich        |
| 15    | Inge Manger           | Schweiz                |
| 16    | Jacqueline Bossoutrot | Frankreich             |
| 17    | Zdenka Porgesová      | Tschechoslowakei       |

### Paare
| Platz | Sportler                                   | Land             |
| ----- | ------------------------------------------ | ---------------- |
| 1     | Maxi Herber / Ernst Baier                  | Deutsches Reich  |
| 2     | Ilse Pausin / Erik Pausin                  | Österreich       |
| 3     | Inge Koch / Günther Noack                  | Deutsches Reich  |
| 4     | Piroska Szekrényessy / Attila Szekrényessy | Ungarn           |
| 5     | Stephanie Kalusz / Erwin Kalusz            | Polen            |
| 6     | A. Wachter / Fritz Lesk                    | Tschechoslowakei |